# 4 Sextantis
4 Sextantis är en vit stjärna i huvudserien i Sextantens stjärnbild.
4 Sextantis har visuell magnitud +6,24 och är svagt synlig för blotta ögat vid god seeing. Den befinner sig på ett avstånd av ungefär 145 ljusår.